# ۷۷۰ (میلادی)
۷۷۰ (میلادی) هفتصد و هفتادمین سال تقویم میلادی است.

## درگذشتگان
‎